# I. Haakon svéd király
I. Haakon vagy Rőt Haakon, (svédül: Håkan den Röde), (1040 – 1079) a skandináv legendák elbeszélése szerint 1070 és 1079 között volt svéd király.

## Élete
Mivel a Haakonról szóló információkat nagyrészt a költészet és a folklór szolgáltatja, a rendelkezésre álló adatok valóságtartalma vitatott.
Egyes források elmondásai szerint Haakon 1070-ben vette át a királyi hatalmat Halstentől, aki megtagadta, hogy a pogány isteneknek áldozzon. Egyes történészek úgy vélik, hogy a hatalomváltás valójában Halsten halálával történt, és I. Inge volt az, aki a pogány áldozatokat megtagadta. 
Feltehetőleg a svea nép az 1070-es évek elején egy másik királyt is megválasztott, ez pedig Anund Gårdske volt. Általános a vélekedés, hogy a svéd területek ebben az időszakban két fő területre oszlottak: Anund Gårdske vezetése alatt állt a pogány népesség, míg Haakon uralma alatt a keresztény Svédország. 
Rendelkezésre állnak olyan források is, melyek azt állítják, hogy a két uralkodó csupán igényt tartott a trónra, azonban csak I. Inge volt valóban király, akit a Västergötlandban élő keresztény svédek támogattak hatalmában. 
Mindezek a források arról tanúskodnak, hogy Svédország ebben az időben még nem rendelkezett homogén társadalommal.
Egyes források állítása szerint Haakon Stenkil Ragnvaldsson mostohagyermeke volt, és ezzel Halsten és I. Inge féltestvére. Állítólag Haakon a pogány törzsfőnök, Erik den Hedningen, azaz a Pogány Erik özvegyét vette feleségül. 

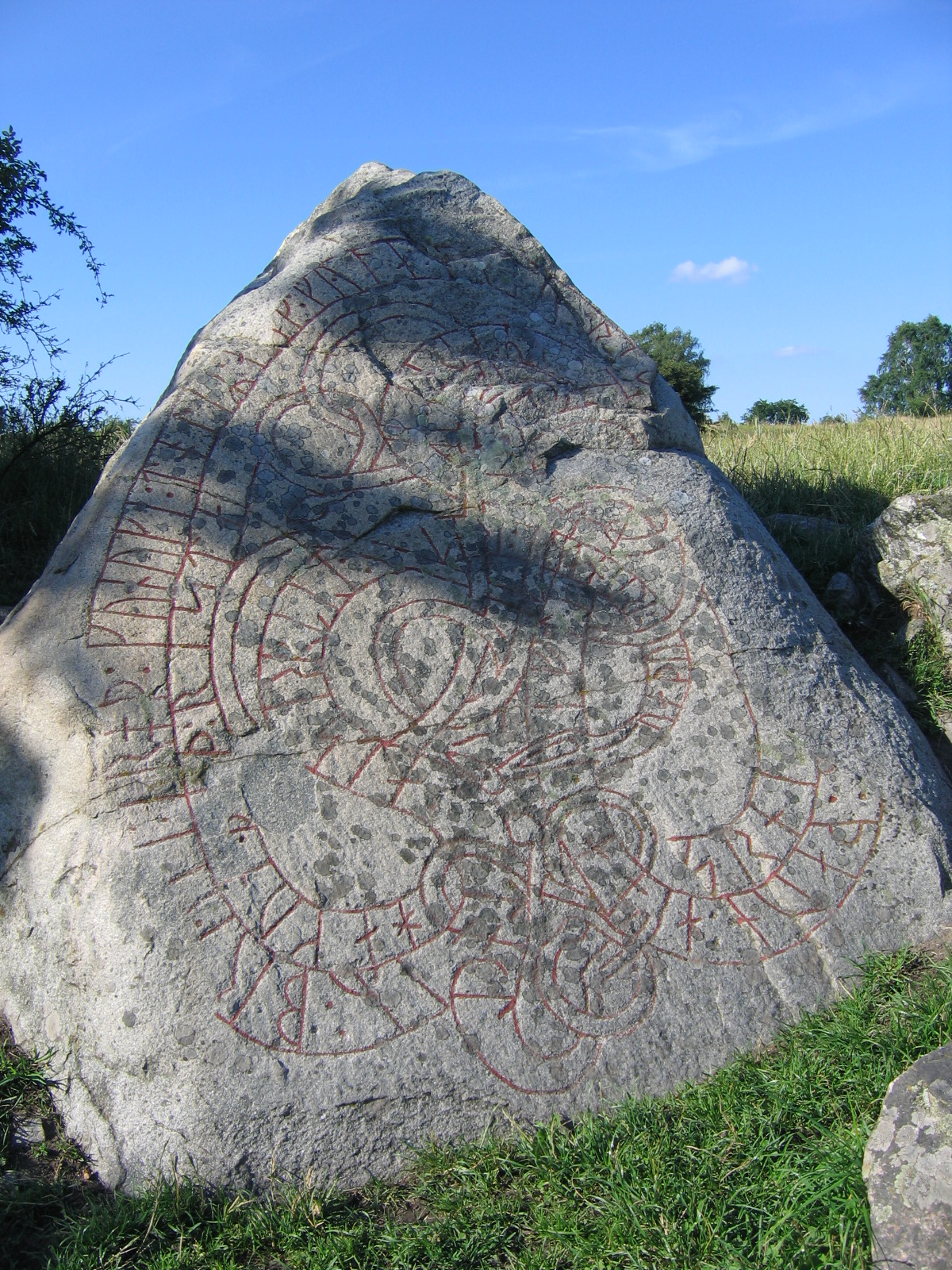
Az U11 számozású rúnakő Adelsö szigetén, melyet feltehetőleg Haakon király parancsára véstek

Haakonról szól a hovgårdeni rúnakő felirata, mely az Adelsőn, a Mälaren tó egyik szigetén található.
```
Tyd du runorna! Rätt lät rista dem Tolir, bryte, i Roden, åt konungen. 
 Tolir och Gylla läto rista, båda makarna efter sig till en minnesvård, 
 Håkon bjöd rista.

Értsd az írást! Tolir írta könnyed kézzel, a király szolgája Rodenben. 
 Tolir és Gylla írattak, a két házastárs, hogy emlékül légyen. 
 Haakon kérte az írást.
```

Ez az első alkalom, hogy a „király” szó svéd területen írásosan dokumentált.

## Fordítás
- Ez a szócikk részben vagy egészben  a   Haakon (Schweden) című német Wikipédia-szócikk ezen változatának fordításán alapul.  Az eredeti cikk szerkesztőit annak laptörténete sorolja fel. Ez a jelzés csupán a megfogalmazás eredetét és a szerzői jogokat jelzi, nem szolgál a cikkben szereplő információk forrásmegjelöléseként.

## Külső hivatkozások
- Bengans historiasidor (svéd nyelven). Wadbring.com